# Centenars de castors
Centenars de castors (títol original en anglès Hundreds of Beavers) és una pel·lícula aindependent còmica de bufetades estatunidenca del 2022 dirigida per Mike Cheslik en el seu debut com a director, i escrita per Cheslik i Ryland Tews. La pel·lícula és protagonitzada per Tews com el fabricant d'applejack Jean Kayak que, en intentar guanyar-se la mà de la filla d'un comerciant, es veu embolicat en un conflicte amb castors. Ha estat subtitulada al català.
Cheslik i Tews, que anteriorment van col·laborar en diversos projectes, van desenvolupar la idea de "Centens de castors" l'octubre de 2018. La pel·lícula es va rodar en blanc i negre a les zones rurals de Wisconsin i Michigan durant dotze setmanes durant l'hivern del 2019-2020. L'edició i la postproducció es van completar l'any 2022. Produïda amb un pressupost baix de 150.000 dòlars, la inspiració per a la pel·lícula va venir de veure còmics com Abbott i Costello, Buster Keaton, Charlie Chaplin i The Three Stooges juntament amb vídeos i videojocs de Play.
Centenars de castors es va estrenar al Fantastic Fest el 29 de setembre de 2022 i ha rebut elogis de la crítica i nombrosos reconeixements. Diversos punts de venda han inclòs la pel·lícula entre les deu millors pel·lícules de l'any. Cheslik i Tews van rebutjar les ofertes de distribució que se'ls van fer a causa dels horaris limitats d'estrena i, en canvi, van autodistribuir la seva pel·lícula; la tirada en sales original va recaptar més de sis vegades el seu pressupost de producció. Va rebre un llançament de vídeo a la carta el 15 d'abril de 2024.

## Argument
Dos castors s'enfilen a l'hort de l'exitós venedor d'applejack del segle XIX, Jean Kayak i es mengen les bigues de suport dels seus dos barrils gegants. Un s'allunya amb un Jean borratxo sense adonar-se, mentre que el segon barril roda cap a casa seva i explota, destruint el seu hort i noquejant en Jean. Jean es desperta a l'hivern i repetidament no aconsegueix menjar. Troba un grup de castors que recullen troncs per construir una estructura i ataca una parella, però és colpejat per ells. Agafa peixos fent sagnar els seus dits i utilitzant-los com a esquers, i quan ven el peix a un comerciant local, s'adona que un caçador de pells té un gran benefici.
Jean compra un ganivet i li talla la camisa en corda. Caça conills i s'adona que utilitzen un sistema de túnels. Ell munta una sortida amb la corda i els atrau, però els mapatxes es mengen les seves captures abans que pugui arribar-hi. Es talla els pantalons per aixecar els conills a l'aire i fora del seu abast. Jean atrapa un mapache i es troba amb un caçador de pells indi, que li intercanvia unes raquetes de neu pel ganivet, i la filla del comerciant pela el mapatxe i el converteix en roba per a Jean.
En Jean es trenca una cama quan cau a una fossa feta pel caçador, que el rescata i el pren com a protegit. Els llops comencen a matar els gossos del caçador, i quan la manada ataca completament, el caçador dóna a Jean el seu guia de trampeig abans de ser assassinat. En Jean l'esborra i comença una nova guia mentre comença a dominar la zona, trobant maneres creatives d'atrapar els animals de la zona, vendre'ls al comerciant i comerciar amb el caçador de pells indi per un millor equip. Ell i la filla del comerciant desenvolupen una atracció mútua, però el comerciant exigeix centenars de castors per a la seva mà en matrimoni. Un parell de castors a l'estil de Sherlock Holmes i Dr. Watson comença a investigar les trampes de Jean.
Jean s'adona que els llops de la zona estan acumulant la gran col·lecció de cadàvers de castors del caçador. Quan els detectius informen als castors, que han construït una presa massiva, envien un gran esquadró darrere de Jean. Els atrau a la cova del llop i segella l'entrada amb glaçons, permetent que els llops els sacrifiquin. Porta els cossos a la cabina del comerciant, però perquè es tracta d'un retall de cartró fet pels detectius, que porten els cossos per ser enterrats.
Jean es cola a la presa, però finalment és atrapat i jutjat per la seva matança de castors. Se'l declara culpable i se li posa la pell i li fan un abric, li ha passat el mateix al caçador. Jean escapa de les seves restriccions i colpeja el grup de castors que intenten matar-lo. Mentre intenta escapar, s'adona que els castors construeixen un coet amb un dels seus barrils. Accidentalment empènyer un castor dins d'ell, fent-lo funcionar malament i llançar-lo en la direcció equivocada, trencant la presa i creant la Green Bay amb la inundació.
Jean enrotlla el farcell de cossos de castors en una bola de neu, que munta mentre els castors s'enfilen uns sobre els altres per formar una figura gegant i el persegueixen. El caçador de pells indis s'enganxa al coet amb una fletxa d'aferra i el llança als castors, destruint la figura. La bola de neu de centenars de pells de castor s'atura a la cabana del comerciant i a Jean li permet casar-se amb la seva filla.

## Repartiment
- Ryland Tews com a Jean Kayak
- Olivia Graves com el pelleter
- Wes Tank com el mestre comerciant de pells
- Doug Mancheski com el mercader
- Luis Rico com el caçador de pells indi

## Producció
Els cineastes Mike Cheslik i Ryland Tews es van conèixer a la Whitefish Bay High School i van col·laborar en projectes cinematogràfics. El duet va fer Lake Michigan Monster, una pel·lícula en blanc i negre que va costar 7.000 dòlars, l'any 2018.. Cheslik i Tews van crear la idea de Centenars de castors mentre es trobaven a un bar de Milwaukee, Wisconsin, l'octubre de 2018. Cheslik va dirigir, escriure, editar i crear els efectes visuals de la pel·lícula mentre Tews interpretava el paper principal.. Concebuda originalment com una pel·lícula paròdica de The Revenant i les pel·lícules de supervivència. El guió era un tractament de dues pàgines ple de notes i dibuixos que comparaven les tècniques de pantalla de MilleGwri amb les tècniques de pantalla de George Miller.
Es van recaptar prou diners per filmar el primer acte, que es va rodar al llarg de tres o quatre setmanes. A continuació, les imatges es van mostrar a altres inversors que van permetre rodar la resta de la pel·lícula. La pel·lícula en blanc i negre tenia un pressupost de 150.000 dòlars. Va ser filmada en dotze setmanes per un equip de sis persones amb un Panasonic GH5, que el va filmar en 1080p, a l'hivern del 2019 i el 2020. La tripulació es va allotjar en una cabana a Manitowish Waters. Nou setmanes de rodatge es van dur a terme a Stephenson (Michigan), i a les ciutats del nord de Wisconsin,  Manitowish Waters, Pembine i Superior.
Els vestits de castor es van comprar en línia des d'un lloc web xinès de mascotes, amb les dents modificades pels cineastes. Eric West, Daniel Long, Jay Brown i Mike Wesolowski portaven els vestits de castor. Jon Truei va ser el coreògraf de lluita. Es van fer més de 1.500 efectes visuals amb Adobe After Effects. L'edició i la postproducció van trigar dos anys a completar-se. El pare de Tews, Wayne, va compondre i interpretar cançons per a la pel·lícula. El dissenyador de so Bobb Barito va utilitzar kazoos de fusta, joguines de fusta i altres objectes de fusta per als sons de la pel·lícula i va utilitzar distorsió d'àudio per a escenes incloses la violència com "La violència sona més divertida quan està realment distorsionada".
La inspiració es va inspirar en els videojocs Mario, America's Funniest Home Videos, i les comèdies de clatellades d'Abbott i Costello, Buster Keaton, Charlie Chaplin i The Three Stooges. La pel·lícula d'Ernst Lubitsch Die Bergkatze també va inspirar la pel·lícula. Tews va basar els seus moviments a la pel·lícula en Jackie Chan, mentre que les al·lusions específiques a les comèdies mudes inclouen una escena que fa referència a la pel·lícula de 1925 Seven Chances, en la qual Keaton és perseguit per una horda de dones enfadades. El segon acte de Centenars de castors va ser dissenyat per ser vist com a Let's Play. El pòster de la pel·lícula és semblant al pòster de El món és boig, boig, boig a| va ser elogiat com un dels millors pòsters de pel·lícules del 2024 per IndieWire.

## Estrena

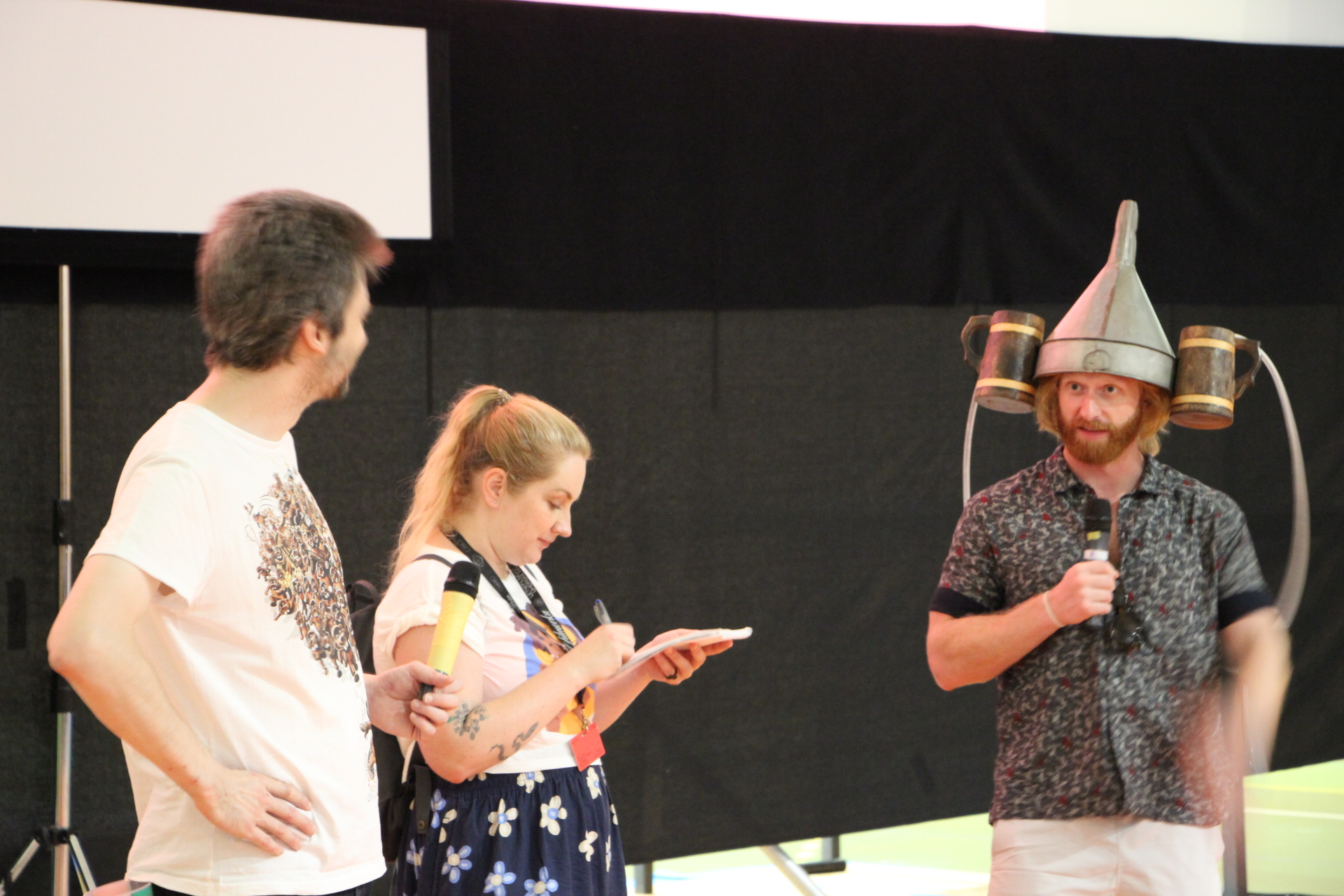
Ryland Tews a la 50th Summer Film School in Uherské Hradiště.2024

Centens de castors, amb un temps d'execució de 108 minuts, fou estrenada al Fantastic Fest de 2022. Es va estrenar al Canadà al FanTasia de 2023 i al Regne Unit al DukeFest el 13 d'agost. També es va projectar al LVI Festival Internacional de Cinema Fantàstic de Catalunya i a la Biblioteca del Congrés dels Estats Units el 27 de juliol de 2024.
Cheslik i els productors van optar per distribuir la pel·lícula ells mateixos i Kurt Ravenwood va supervisar la campanya de promoció. Van ser ajudats per Jessica Rosner, una antiga executiva de Kino Lorber. Es va projectar a catorze sales independents de la regió dels Grans Llacs, inclòs el Music Box Theatre. Els cineastes van rebutjar les ofertes de distribució fetes després de les projeccions en festivals, ja que aquests plans només mostrarien la pel·lícula als cinemes durant una setmana abans d'enviar-la a vídeo sota demanda. Al novembre de 2024, la pel·lícula mai s'havia projectat en més de 33 sales alhora. A partir del 5 de desembre es va dur a terme una projecció d'encore a uns 70 cinemes. Una impressió de la pel·lícula de 35 mm es va projectar el 26 de febrer de 2025 a Dallas, Texas.
Aerofilms va estrenar la pel·lícula a la República Txeca el 9 de maig de 2024. Lightbulb Film Distribution va distribuir la pel·lícula al Regne Unit, a Nova Zelanda, al juliol i a Ireland a Austràlia, al 9 de juliol. Tews va fer una gira per 40 ciutats del Regne Unit al llarg de quatre mesos. Un llançament alemany, gestionat per Lightbulb i 24 Bilder, la va estrenar a 68 sales el 13 de febrer de 2025.
Els drets de reproducció es van vendre a Cineverse. La pel·lícula va rebre un vídeo a la carta el 15 d'abril de 2024. Més de la meitat dels guanys de taquilla de la pel·lícula es van obtenir després de ser llançada a través de vídeo a la carta. Va ser llançat a Blu-ray per Vinegar Syndrome el 28 de gener de 2025, i es van vendre 10,000 còpies. Es publicarà una edició especial VHS.

## Recepció

### Taquilla
Centenars de castors ha recaptat 656.897 dòlars als Estats Units i Canadà, i 383.222 dòlars a altres territoris, per un total mundial de 1.040.119 dòlars. Es van guanyar 5.000 dòlars després de tres dies de projeccions al Brattle Theatre de Cambridge, Massachusetts. Va superar el milió de dòlars bruts després de la seva estrena a Alemanya.

### Resposta crítica
Al lloc web de l'agregador de ressenyes Rotten Tomatoes, el 97% de 106 crítiques són positives, amb una valoració mitjana de 8,3/10. El consens del lloc web diu: "Mantenint una premissa estranya amb bravura estilística i gags inspirats, Centens de castors és una joia còmica que ofereix un espectacle d'esclusa Metacritic, que utilitza una mitjana ponderada, va donar a la pel·lícula una puntuació de 82 sobre 100, basada en 16 crítiques, indicant "aclamació universal".
Dennis Harvey, que va escriure per a Variety, va elogiar el muntatge de la pel·lícula ja que podia "muntar tots els gags sense molestar-lo", la banda sonora era "igual a la imaginació visual que es mostrava" i que "L'alosa feta a casa, enginyosa, mai es queda sense vapor". Peter Bradshaw, que va donar a la pel·lícula 4 de 5 estrelles a The Guardian, va elogiar la "pura bogeria sostinguda" i la "dedicació absoluta de la pel·lícula a la productivitat gag". Nick Schager, escrivint per a The Daily Beast, va declarar la pel·lícula "una meravella de la invenció de la bufetada" i "un homenatge exagerat d'imatge real a l'època daurada de l'animació". Va rebre una puntuació de 8 sobre 10 de FilmInk.
Joseph Johnson, escrivint per a The Harvard Crimson, va donar a la pel·lícula 4,5 estrelles i la va elogiar com "un assoliment tècnic innovador" a causa de la gran quantitat d'animacions complexes. Pete Volk, escrivint per Polygon, va elogiar les imatges de la pel·lícula malgrat el seu petit pressupost, ja que "tot i així té un aspecte millor que moltes produccions modernes de superproducció". Vulture la premia per tenir els millors extres en una pel·lícula sense acció.
Matt Zoller Seitz, que va donar a la pel·lícula unes 4 estrelles perfectes a la seva ressenya de RogerEbert.com i després la va classificar com la quarta millor pel·lícula de l'any, va comparar el seu estil de cinema de baix pressupost amb  Eraserhead, El mariachi, i les pel·lícules de Wes Anderson. Nick De Semlyen, donant a la pel·lícula 4 de 5 estrelles a Empire, va comparar la "longitud d'ona absurda i l'energia pura" de la pel·lícula amb els primers treballs de Sam Raimi i Peter Jackson. Daniel Scheinert va elogiar la pel·lícula, afirmant que "és la clau per fer divertits els cinemes i és el futur del cinema".
Centenars de castors figurava entre les 10 millors de les 50 millors pel·lícules del 2024 a Letterboxd i la comèdia més valorada. L'any 2024, va ser catalogada com la 42a millor pel·lícula per The Guardian, la 3a millor per The A.V. Club, i una de les deu millors pel·lícules per Los Angeles Times i The Boston Globe. Els editors de RogerEbert.com la van classificar com a finalista de les deu millors pel·lícules del 2024 i Slant Magazine la va classificar entre les 25 millors pel·lícules. Fou situada en el 38è lloc de l'enquesta d' IndieWire de 177 crítics. The Boston Globe també va fer una menció especial a l'actuació de Tews per la selecció dels seus crítics de les deu millors actuacions del 2024. Els crítics de cinema Alonso Duralde i Chris Stuckmann van nomenar Centens de castors com la millor pel·lícula del 2024.

## Reconeixements
| Premi                                         | Data de Cerimònia      | Categoria                                                       | Receptor(s)                                                       | Resultat    | Ref.          |
| --------------------------------------------- | ---------------------- | --------------------------------------------------------------- | ----------------------------------------------------------------- | ----------- | ------------- |
| Mórbido Fest                                  | 6 de novembre de 2022  | Premi Calavera de Bronze                                        | Centenars de castors                                              | Guanyador   | [ 22 ]        |
| Festival Internacional de Cinema de Kansas    | 29 de març de 2023     | Millor llargmetratge narratiu                                   | Centenars de castors                                              | Guanyador   | [ 20 ]        |
| Festival de Cinema de Phoenix                 | 2 d'abril de 2023      | Millor director                                                 | Mike Cheslik                                                      | Guanyador   | [ 57 ]        |
| Festival de Cinema de Capital City            | 15 d'abril de 2023     | Millor llargmetratge narratiu                                   | Centars de castors                                                | Guanyador   | [ 22 ]        |
| FanTasia                                      | 9 d'agost de 2023      | Premi de bronze del públic a la millor pel·lícula internacional | Centars de castors                                                | Guanyador   | [ 22 ]        |
| Astra Midseason Movie Awards                  | 3 de juliol de 2024    | Millor Indie                                                    | Centars de castors                                                | Nominat     | [ 58 ]        |
| Astra Film Awards                             | 8 de desembre de 2024  | Millor llargmetratge realment indie                             | Centars de castors                                                | Nominat     | [ 59 ]        |
| Associació de Crítics de Cinema de Chicago    | 11 de desembre de 2024 | Millor ús dels efectes visuals                                  | Centars de castors                                                | Nominat     | [ 60 ] [ 61 ] |
| Associació de Crítics de Cinema de Chicago    | 11 de desembre de 2024 | Premi Milos Stehlik al cineasta innovador                       | Mike Cheslik                                                      | Nominat     | [ 60 ] [ 61 ] |
| Associació de Crítics de Cinema de St. Louis  | 15 de desembre de 2024 | Millor pel·lícula de comèdia                                    | Centars de castors                                                | Guanyador   | [ 62 ] [ 63 ] |
| Associació de Crítics de Cinema de St. Louis  | 15 de desembre de 2024 | Millor disseny de vestuari                                      | Casey Harris                                                      | Nominat     | [ 62 ] [ 63 ] |
| Associació de Periodistes de Cinema d'Indiana | 16 de desembre de 2024 | Millors efectes especials                                       | Mike Cheslik (efectes visuals) i Jerry Kurek (assistent)          | segon premi | [ 64 ] [ 65 ] |
| Associació de Periodistes de Cinema d'Indiana | 16 de desembre de 2024 | Visió original                                                  | Centars de castors                                                | Guanyador   | [ 64 ] [ 65 ] |
| Associació de Periodistes de Cinema d'Indiana | 16 de desembre de 2024 | Revelació de l'any                                              | Mike Cheslik ((director / coguionista / editor / efectes visuals) | Nominat     | [ 64 ] [ 65 ] |
| New York Film Critics Online                  | 16 de desembre de 2024 | Millor director debut                                           | Mike Cheslik                                                      | Nominat     | [ 66 ] [ 67 ] |
| Cercle de Crítics de Cinema de Florida        | 20 de desembre de 2024 | Millor pel·lícula                                               | Centenars de castors                                              | Nominat     | [ 68 ]        |
| Cercle de Crítics de Cinema de Florida        | 20 de desembre de 2024 | Millor primera pel·lícula                                       | Centenars de castors                                              | Guanyador   | [ 68 ]        |
| Cercle de Crítics de Cinema de Florida        | 20 de desembre de 2024 | Millors efectes visuals                                         | Centenars de castors                                              | Nominat     | [ 68 ]        |
| Cercle de Crítics de Cinema de Florida        | 20 de desembre de 2024 | Actuació revelació                                              | Ryland Tews                                                       | Nominat     | [ 68 ]        |
| Aliança de Dones Periodistes de Cinema        | 7 de gener de 2025     | Millor pel·lícula animada                                       | Centenars de castors                                              | Nominat     | [ 69 ]        |
| Societat Internacional de Cinèfils            | 9 de febrer de 2025    | Millor actuació innovadora                                      | Ryland Tews                                                       | Nominat     | [ 70 ]        |
| Premis Dorian                                 | 13 de febrer de 2025   | Campiest Flick                                                  | Centenars de castors                                              | Nominat     | [ 71 ]        |
| Premis Dorian                                 | 13 de febrer de 2025   | Pel·lícula no cantada de l'any                                  | Centenars de castors                                              | Nominat     | [ 71 ]        |

## Obres citades

### Revistes
- Kaufman, Anthony (2024). «Review This». Filmmaker 33 (1) (The Gotham Film & Media Institute).

### Notícies
- článek, Sdílet «Hit z Festivalu otrlého diváka je druhým nejlépe hodnoceným filmem ve světě hned za Dunou! Šílenost s bobry si prý zamiluje každý». Refresher, 05-03-2025.
- Coyle, Jake «What do hundreds of beavers have to do with the future of movies?». AP News, 22-11-2024.
- Dunn, Jack «How the Slapstick, Black-and-White Movie 'Hundreds of Beavers' Took Over the Indie Scene With a $150,000 Budget, Sub-Zero Temperatures and More». Variety, 06-05-2024.
- Goodfellow, Melanie «New Distribution Venture Cartuna X Dweck Takes North American Rights For Sundance & SXSW Thriller ‘Dead Lover’». Deadline Hollywood, 11-03-2025.
- Harvey, Dennis «'Hundreds of Beavers' Review: A Singular Live-Action Cartoon of Inspired Slapstick». Variety, 17-02-2024.
- Macaulay, Scott «Ten Takeaways from Hundreds of Beavers' Success». Filmmaker, 23-07-2024.
- Piepenburg, Erik «If You See Only One Beaver Movie This Year …». The New York Times, 05-03-2024.
- Shachat, Sarah «At Last, ‘Hundreds of Beavers’ Is Ready to Rampage Through Theaters on 35MM». IndieWire, 15-02-2025.
- Shachat, Sarah «'Hundreds of Beavers' Leaned on Wooden Instruments and Amazon Prime to Craft a Slapstick Soundscape». IndieWire, 14-12-2024.
- Tropila, Jake «Hundreds of Beavers: A Fur Trapping Photoplay of the Highest Order». Film Inquiry, 13-05-2024.
- Welk, Brian «As ‘Hundreds of Beavers’ Crosses $1 Million at the Box Office, Here’s How It Got There». IndieWire, 05-03-2025.
- Welk, Brian «Indie Slapstick Hit 'Hundreds of Beavers' Reveals Details for Special Edition Blu-ray Release». IndieWire, 25-11-2024.
- Whittaker, Richard «Into the Wilds With Hundreds of Beavers». The Austin Chronicle, 30-04-2024.

### Pàgines web
- «Stovky bobrů». Aerofilms. Arxivat de l'original el November 12, 2024.
- Dillaman, Doug. «Of Mascots and Men: Mike Cheslik and Ryland Brickston Cole Tews on Hundreds of Beavers».  Filmmaker, 27-06-2024. Arxivat de l'original el February 15, 2025.
- Streussnig, Brandon; Ebiri, Bilge; Hadadi, Roxana. «And the 2025 Stunt Award Winners Are …».  Vulture, 27-02-2025. Arxivat de l'original el February 28, 2025.
- Wild, Matt. «'Hundreds Of Beavers' (the film, not the real beavers) will return to Oriental Theatre January 31». Milwaukee Record, 24-01-2024. Arxivat de l'original el May 16, 2024.
- Winterton, Connor. «Hundreds of Beavers - Interview with Film Director Mike Cheslik».   Borrowing Tape, 02-09-2024. Arxivat de l'original el February 15, 2025.